# 李宗瑞性侵案
李宗瑞性侵案，又稱李宗瑞淫照事件，是一件涉及在台灣犯罪的性侵、妨害秘密之案件，於2012年7月首次被揭露。主要嫌犯為富少李宗瑞，被害人多達三十餘人。警方在李宗瑞居所搜出的性愛、裸體影片、照片表明，多數性侵被害人疑似遭下藥無力氣抵抗，並疑有知名女星受害。
2012年8月，李宗瑞逃亡並遭通緝，於同月23日投案。2013年9月，李宗瑞因刑法第225條乘機性交猥褻罪、第 315-1 條妨害秘密罪遭台北地方法院一審宣判有罪。此案件在台灣社會掀起震撼，並激起對夜店文化、媒體文化等的諸多討論。

## 背景
李宗瑞（英文：Justin Lee；1985年2月6日—），原名李宗祐，臺灣元大金融控股公司董事（前大發證券董事長、元大京華證券董事等）李岳蒼兒子，2012年到2013年期間迷姦過三十幾個女子，並將其過程拍攝成影片在網路上流傳，最後被判入獄29年10個月。

## 事件曝光
2011年7月底，一對姊妹報警指控李宗瑞性侵，警方將他移送臺灣臺北地方檢察署偵辦，內勤檢察官訊後向法院聲押李宗瑞，但臺北地方法院以罪證不足將李無保釋放。後來另有被害人指控李宗瑞涉嫌偷拍性愛光碟，台北地檢署檢察官在查辦時傳拘不到李宗瑞，認定他逃匿，2012年8月1日發布通緝，李宗瑞逃匿失蹤逾20天。但其偷拍的影片也被有心人在網路瘋狂散布，原先只在臺灣、港澳、中國大陸流傳，隨即傳至日本、韓國，甚至東南亞、歐美等地區。

## 投案與被捕
2012年8月23日，由委託律師於下午約4時45分致電台北地檢署，表示李宗瑞今天將會投案，檢察官要求他獨自從彰化開車北上，並每30分鐘與檢察官電話聯繫，告知位置，他在晚間8時35分在律師陪同下抵達北檢，向法警室報到，隨即遭到逮捕，並召開偵查庭，9時20分台北地檢署發言人黃謀信召開記者會作出進一步的說明，共計逃亡23天。
2012年8月23日下午4時，李宗瑞主動聯繫檢警表示願意投案，從南部開車北上，檢方為了確保他不會半路逃亡，每半個小時打一次電話給李宗瑞。李宗瑞供稱這段時間躲在南部，透過1名54歲女友人陳美蘭協助藏匿。
2012年8月23日，涉嫌藏匿李宗瑞的陳美蘭向台中警方自首並移送北檢複訊，查明她與李宗瑞的關係、藏匿李宗瑞的始末及是否有共犯共同藏匿等，並於8月24日凌晨2時40分，依藏匿人犯罪嫌，諭令新台幣12萬元交保並限制住居。
2012年8月24日凌晨1時，檢察官訊問後，認李宗瑞涉犯加重強制性交及妨害秘密等罪嫌重大，所犯係死刑、無期徒刑、最輕本刑有期徒刑5年以上之重罪，有逃亡之事實、勾串證人及反覆實施同一犯罪之虞，有予以羈押之必要性，向法院聲請羈押並禁見。

## 初期審理
2012年8月24日凌晨4時30分，法官認定李宗瑞有逃亡事實，但沒有串證之虞，裁定收押不禁見，凌晨6時5分移送臺北看守所，編號2512。檢察官不服李宗瑞不禁見，提起抗告。同日晚間9時30分，高等法院裁定撤銷未禁見，李宗瑞禁見並禁止通信。

## 審判結果
- 2012年10月19日，台北地方法院認定，李宗瑞涉及刑期7年以上的「加重妨害性自主」重罪，因此自10月24日起延長羈押2個月，並禁止接見通信。[6]

- 2012年11月6日，台北地檢署偵查終結，將李宗瑞、陳美蘭起訴。被告李宗瑞係犯刑法第221條第1項之強制性交、同條第2項之強制性交未遂、第222條第1項第4款之加重強制性交、第225條第1項乘機性交、以及同法第315條之1第2款無故竊錄他人隱私活動及身體隱私部位等罪嫌，請對被告李宗瑞就加重強制性交之6罪，分別量處有期徒刑10年；對強制性交之12罪，分別量處有期徒刑6年；對乘機性交之10罪，分別量處有期徒刑6年；對妨害秘密之17罪，分別量處有期徒刑1年，並合併量處有期徒刑之法定最高刑度30年；被告陳美蘭係犯刑法第164條第1項藏匿人犯罪嫌，請予以從重量刑，並勿宣告緩刑。

- 2012年11月7日，檢方將被控「性侵偷拍」案之嫌犯李宗瑞，移審台北地院，法官以其涉犯重罪、有「逃亡、勾串證人」之疑，裁定收押禁見3個月[7][8]。

- 2012年12月10日，台北地方法院一審宣判，陳美蘭犯刑法第164條第1項藏匿人犯罪嫌，量處有期徒刑6個月，得易科罰金，未宣告緩刑。

- 2013年7月9日，台北地方法院辯論終結，公訴檢察官認為，李宗瑞始終不認罪，迄今仍否認性侵，只承認部分偷拍事實，毫無悔意，當庭具體求刑30年[9][10]。
- 2013年9月3日，台北地方法院一審宣判，強制性交部分，法院依9個乘機性交罪，合併判刑18年6月，妨害秘密部份，法院依15個妨害秘密罪，合併判刑3年10月，恐嚇部分判刑拘役40天，妨害秘密及恐嚇部分得易科罰金，並且必須賠償12名被害人共1,425萬[11]。
- 2014年9月2日，台灣高等法院二審宣判，合計判處李宗瑞有期徒刑79年7月，應執行有期徒刑30年。
- 2015年10月22日，最高法院三審宣判，性侵其中5名女子，依妨害性自主罪合計判處李宗瑞有期徒刑22年10月，合併執行有期徒刑20年。李宗瑞不服裁定提起抗告，經最高法院駁回，應執行有期徒刑20年定讞。其餘性侵9名女子妨害性自主部分均撤銷，發回台灣高等法院更審。[12]。
- 2017年3月7日，台灣高等法院更一審宣判，合計判處李宗瑞有期徒刑39年2月。
- 2018年8月30日，最高法院駁回李宗瑞上訴，全案定讞。合併執行有期徒刑29年10月。李宗瑞不服裁定提起抗告，經最高法院駁回，應執行有期徒刑29年10月定讞。[13]。
- 2018年11月21日，此案刑事部分已全案定讞，民事求償部分，二審同日判決，共計應賠償1,525萬元給7名受害女子，並駁回上訴確定[14]。
- 2024年4月，李宗瑞以刑期過長向法院聲明異議，遭到法院駁回，之後，李又聲請裁判及法規範憲法審查，憲法法庭亦裁定不受理[15]。

## 媒體爭議
- 2012年8月14日，《自由時報》刊出由李宗瑞性愛光碟中翻攝的數張照片，並且具體描述被害女性及其被害情節。檢方傳喚副總編輯鄧蔚偉與記者陳慧貞，以妨害秘密罪進行偵辦[16]。

- 2012年8月20日，中天新聞台聲稱收到藝人吳亞馨簡訊，並將內容以獨家方式，在晚間時段播出。隨後約一小時，藝人吳亞馨刊出親筆聲明稿，否認中天新聞所登簡訊是由她所寫。因為刊登他人隱私，中天新聞可能構成妨害祕密與加重誹謗罪，如果簡訊不實，是由中天新聞假造，可能觸犯偽造文書罪。但吳亞馨本人在事後未提出告訴[17]。

- 2012年8月26日，《中國時報》以頭版、三版，報導可從「卡提諾論壇」付費下載李宗瑞案流出的畫面，刊登多張疑似偷拍的不雅照，並以實習記者掛名[18]。中時四位記者遭到傳訊後[19]，台北地檢署以妨害秘密罪，將副總編輯楊憲村、陳賡堯、社會中心主任王健聖及撰稿記者陳鴻偉列為被告[20]。《中國時報》認為是合法報導，主張新聞自由[21]。至於就讀文化大學的陳姓實習記者，在未實際參與採訪與撰寫內容的狀況下，被掛名在報導上，中國時報發表聲明道歉[22]。

- 2012年10月14日，國家通訊傳播委員會以中天新聞台在報導此案時，描述過於煽動露骨，裁罰新台幣30萬元。

- 2013年6月17日，中國時報前副總編輯楊憲村、陳賡堯、社會中心主任王健聖及撰稿記者陳鴻偉等四人，台北地方法院以妨害秘密罪，判刑6個月，得易科罰金。中時記者委任律師上訴高等法院[23]。11月27日，高等法院宣判，認定中時刊登偷拍照，讓被害人感到痛苦和擔憂，觸犯刑法妨害秘密罪章的「散布竊錄之非公開內容罪」，4人全部改判各3月徒刑，可易科新台幣9萬元罰金，並給予緩刑兩年，緩刑期間向公庫繳交新台幣10萬元。

## 翻拍電影
由中國大陸導演魯宗岳翻拍李宗瑞案，電影名稱定作《有罪》，2017年4月9日舉行開機記者會。

## 花燈得獎
- 李宗瑞在法務部矯正署臺北監獄服刑期間，與林宏義、吳世源、陳亮賓、鄭金城等四人一同學習製作花燈，該作品參加2022年臺北燈節社會大專組小型燈座獲得特優[26]。
- 李宗瑞的花燈作品「普羅民遮慶繁榮」在2024年臺北燈節拿到特優[27]。

## 外部連結
- 富二代化身變態淫魔　下藥迷姦偷拍60藝人名模.NOWnews 今日新聞.2012-08-08
- 富少淫魔李宗瑞疑以粉紅小藥丸「LO」迷姦女星 （页面存档备份，存于）.ETtoday.2012-08-11
- 10女指控遭下藥迷姦　李宗瑞恐遭求刑70年.NOWnews 今日新聞.2012-10-26

.